# Општина Бабушница
Општина Бабушница је део Пиротског округа. Окружена је градом Пиротом и белопаланачком општином са севера, општином Димитровград и бугарском границом са истока, општинама Власотинце и Црна Трава са југа и општином Гаџин Хан са запада.
Према прелиминарним подацима са последњег пописа 2022. године у општини је живело 9.109 становника (према попису из 2011. било је 12.307 становника).

## Насеља
Седиште општине је Бабушница, а чине је још 52 села: 
| - Александровац, - Бердуј, - Берин Извор, - Богдановац, - Братишевац, - Брестов Дол, - Вава, - Валниш, - Велико Боњинце, - Војници, - Врело, - Вучи Дел, - Горње Крњино, - Горњи Стрижевац, - Горчинци, - Грнчар, - Дол, - Доње Крњино, | - Доњи Стрижевац, - Драгинац, - Дучевац, - Завидинце, - Звонце, - Извор, - Јасенов Дел, - Калуђерово, - Камбелевци, - Кијевац, - Лесковица, - Линово, - Љуберађа, - Мало Боњинце, - Масуровци, - Мезграја, - Модра Стена, - Нашушковица, | - Остатовица, - Пресека, - Проваљеник, - Радињинци, - Радосињ, - Радошевац, - Ракита, - Раков Дол, - Раљин, - Ресник, - Стол, - Стрелац, - Студена, - Сурачево, - Црвена Јабука, и - Штрбовац. |

## Легенде
За Бабушничку општину и Лужничку котлину везано је више легенди и народних веровања:
- По једној легенди планина Стол, званично Големи стол („Столски камен“ или у локалном говору „Столски камик“) је добила име због тога што, посматрана из даљине, изгледа као сто (стол).
- По другој легенди планина Стол је заравњена јер је својевремено Марко Краљевић стао на ту планину и бацио камен чак на другу планину.
- По сличној легенди је Марко Краљевић са суседног брда скочио на „Стол“ и од силине га заравнио. То место одакле је наводно Марко Краљевић скочио се зове „Скоковје“.
- По легенди један од извора реке Лужнице у селу Љуберађа нема дно. То место се зове „Комаричко врело“ или „Комарички вир“. На том месту у њега пада вода са висине и извире вода из дубине тако да поред велике дубине вода има неправилно кретање (ковитлање). Осим тога у том врелу (виру) има много растиња тако да се до дна класичним методама не може допрети. Људи су, наводно покушавали, моткама и конопцем на коме је везан камен, да дођу до дна али нису успевали. Прича се да су се ту раније многи купачи удавили због „луде храбрости“ и неопрезности.
- Река Мурговица која се у селу Љуберађа улива у реку Лужницу је наводно добила назив по томе што је често мутна („мургава“) (због састава земљишта кроз које протиче ова река се и код малих киша замути).

## Географија
Бабушница се налази на магистралном путу М-9 од Лесковца ка Пирота који повезује ауто-пут Е-75 (ка југу Европе) и ауто-пут Е-80 (ка истоку Европе). Удаљена је 65 km југоисточно од Ниша, 25 km југозападно од Пирота и 55 km североисточно од Лесковца.

### Општина
Бабушничка општина је смештена у долини реке Лужнице и на обронцима околних планина. Река Лужница гради Лужничку котлину која има надморску висину између 470 и 520 метара. Бабушница се налази на 485 m надморске висине. Лужничку котлину окружује Сува планина на западу, планина Руј на југу и Влашка планина на североистоку. Сува планина почиње од села Љуберађа и протеже се ка северозападу, а највиши врх у Бабушничкој општини је 1.535 m (даље ка северозападу је Трем, 1.810 m). Јужно од села Љуберађа почиње громадна планина Руј са највишим врхом 1.706 m. Ова планина се продужује ка југу у Власинску плану, Чемерник, Бесну кобилу и даље кроз Македонију.
Веома упадљив врх источно од Бабушнице је Столски камен са надморском висином од 1.239 m. Он је обронак Влашке планине чији је највиши врх висок 1.442 метра.

### Речица Лужница
Река Лужница извире на северу општине близу села Радошевац. Непосредно пре села Љуберађа постаје знатно већа због неколико врела и извора која се налазе на врло малом простору. Раније се на том месту река увећавала неколико пута, али је сада највећи део тих врела и извора искоришћен за нишки водовод. Позната особина Суве планине је да на самој планини скоро да нема извора, тако да вода извире у облику врела на њеним обронцима. Међутим, Руј није таква планина, тако да са те стране долази река Мурговица, састављена од многобројних планинских потока. У Љуберађи се ова река спаја са Лужницом, даље тече под именом Лужница до села Свође које припада Власотиначкој општини и ту се спаја са реком Власином. Мањи део општине захватају реке Јерма и Тегошница.

## Клима
Бабушница има нешто хладнију климу него што би се то очекивало за њену географску ширину и дужину због нешто веће надморске висине, као и због ефекта температурне инверзије који је карактеристика лужничке котлине, односно хладан ваздух пада ноћу на дно котлине тако да су ноћи прилично хладне (то је нарочито упадљиво лети).

## Демографија

### Национални састав становништва општине по попису 2011. године
| Етнички састав према попису из 2011.‍ | Етнички састав према попису из 2011.‍ | Етнички састав према попису из 2011.‍ | Етнички састав према попису из 2011.‍ | Етнички састав према попису из 2011.‍ |
| ------------------------------------ | ------------------------------------ | ------------------------------------ | ------------------------------------ | ------------------------------------ |
|                                      |                                      |                                      |                                      |                                      |
| Срби                                 | Срби                                 |                                      | 10.933                               | 88,84%                               |
| Бугари                               | Бугари                               |                                      | 632                                  | 5,14%                                |
| Роми                                 | Роми                                 |                                      | 244                                  | 1,98%                                |
| Југословени                          | Југословени                          |                                      | 9                                    | 0,07%                                |
| Македонци                            | Македонци                            |                                      | 5                                    | 0,04%                                |
| Немци                                | Немци                                |                                      | 3                                    | 0,02%                                |
| Румуни                               | Румуни                               |                                      | 3                                    | 0,02%                                |
| Хрвати                               | Хрвати                               |                                      | 2                                    | 0,02%                                |
| Албанци                              | Албанци                              |                                      | 1                                    | 0,01%                                |
| Бошњаци                              | Бошњаци                              |                                      | 1                                    | 0,01%                                |
| Муслимани                            | Муслимани                            |                                      | 1                                    | 0,01%                                |
| Црногорци                            | Црногорци                            |                                      | 1                                    | 0,01%                                |
| остали                               | остали                               |                                      | 5                                    | 0,04%                                |
| регионална припадност                | регионална припадност                |                                      | 2                                    | 0,02%                                |
| неизјашњени                          | неизјашњени                          |                                      | 336                                  | 2,73%                                |
| непознато                            | непознато                            |                                      | 129                                  | 1,05%                                |

### Национални састав становништва општине по попису 2022. године
| Етнички састав према попису из 2022.‍ | Етнички састав према попису из 2022.‍ | Етнички састав према попису из 2022.‍ | Етнички састав према попису из 2022.‍ | Етнички састав према попису из 2022.‍ |
| ------------------------------------ | ------------------------------------ | ------------------------------------ | ------------------------------------ | ------------------------------------ |
|                                      |                                      |                                      |                                      |                                      |
| Срби                                 | Срби                                 |                                      | 7.625                                | 83,7%                                |
| Роми                                 | Роми                                 |                                      | 219                                  | 2,4%                                 |
| Бугари                               | Бугари                               |                                      | 208                                  | 2,3%                                 |
| неизјашњени                          | неизјашњени                          |                                      | 323                                  | 3,5%                                 |
| непознато                            | непознато                            |                                      | 648                                  | 7,1%                                 |

### Верски састав становништва општине по попису 2022. године
| Верски састав‍ | Верски састав‍ | Верски састав‍ | Верски састав‍ | Верски састав‍ |
| ------------- | ------------- | ------------- | ------------- | ------------- |
|               |               |               |               |               |
| Православци   | Православци   |               | 7.827         | 85,9%         |
| неизјашњени   | неизјашњени   |               | 427           | 4,7%          |
| непознато     | непознато     |               | 733           | 8%            |

### Погинули у ратовима
| Погинули у ратовима | Погинули у ратовима |
| ------------------- | ------------------- |
| I Балкански рат     | 250                 |
| I светски рат       | 468                 |
| Солунски фронт      | 322                 |
| II светски рат      | 820                 |
| Последњи ратови     | 3                   |

## Туризам
Најзначајнији туристички центар у општини Бабушница је Звоначка Бања. Налази се на 28 km источно од Бабушнице. Отприлике исто толико има и од Пирота, односно 14 km путем ка Димитровграду (то је пут Ниш — Софија), а затим још 14 km долином реке Јерме. Ова бања налази се на 680 m надморске висине на изузетно атрактивној планинској локацији, а пре свега позната је по свом благотворном утицају на нервни систем човека и питком лековитом минералном водом температуре 28°. Хотел Мир поседује два отворена и један затворени базен.
Звоначка бања је била лечилиште још у доба Римљана, о чему сведоче и пронађени остаци римских терми. Први базен који је акумулирао топлу воду, ископан је 1903. г. Ту су жене топиле своје кудеље, а они који су боловали од реуме и ишијаса потапали ноге.
Звоначка бања је 1996. г. сврстана у ред специјализованих завода за превенцију инвалидности и рехабилитацију Републике Србије. Лековита вода је бистра, без мириса и боје, припада групи олигоминералних и слабо сулфидних хипотерми. Вода се у терапијске сврхе користи купањем и пијењем.
Тренутно се гради мало вештачко језеро на Раљинској речици која је притока Мурговице. Планира се да језеро буде дугачко око 200 m и широко око 40 m. Брана је постављена непосредно изнад низа водопада на Раљинској речици који су познати под именом скокови. Језеро ће бити око 500 m удаљено од села Раљин које се налази на путу од Бабушнице ка Звоначкој бањи.
Столски камен - Узвишење Столски камен издиже се на 1239 m надморске висине на североисточном ободу Лужничке котлине, на само 7 km од Бабушнице. Јужна страна је потпуно гола и каменита са сипарима и точилима, док је северна под буковом шумом а источна под пашњацима.
Столски камен је грађен од коралских кречњака и лежи на огромним резервоарима пијаће воде.
Столски камен је идеалан за планинарење о чему сведоче искуства бројних планинарских удружења која организују успоне на ову планину током целе године.

## Привреда:
- Тигар Tajpec
- Лисца
- Д-Компани
- Патекc
- ДMД Фиоре

## Познате личности
- Александар Петровић (учитељ)
- Петар Цветковић (песник)

## Спорт, лов и риболов
- Фудбалски клуб „Лужница”
- Карате клуб „Тигар”
- Шаховски клуб „Лужница”
- Општинска организација риболоваца „Млади рибар”
- Ловачко друштво „Зец”
- Кошаркашки клуб „Бабушница”

## Медији
- Радио Бабушница 96,5

## Галерија
- Доњи Стрижевац
- Доње Крњино поглед са брда према Шљивовичком вису
- Доње Крњино поглед са брда
- Велико Боњинце 2009.г.
- Велико Боњинце 2019.г.
- Столски Камен, поглед са брда Шанац
- Поглед са брда Шанац на део Лужнице и Суву планину
- Поглед са брда Шанац на Шљивовички Вис и део општине Бабушница
- Поглед на Столски камен из Лужничке котлине
- Етно мотив из села Доње Крњино
- Столски камен виђен са асфалтног пута Бабушница-Власотинце
- Звоначка бања, базен 2005. године
- Река Лужница недалеко од села Грнчар
- Поглед на околину Звоначке бање
- Столски камен